# Тейлор, Элвин
Элвин Тейлор (англ. Alvin Taylor; род. в  1947 году, Милуоки, штат Висконсин) — американский серийный убийца,  совершивший серию из как минимум 4 убийств в период с 15 июля 1985 года по 28 марта 1987 года  на территории штата Висконсин. Все жертвы Тейлора являлись его друзьями и знакомыми.

## Биография
О ранних годах жизни Элвина Тейлора известно крайне мало. Известно, что Тейлор родился в 1947 году в городе Милуоки (штат Висконсин). Сам Элвин впоследствии утверждал, что детство и юность провел в социально-неблагополучной обстановке. Согласно свидетельствам Тейлора, его родители придерживались индифферентного стиля воспитания, вследствие чего  подвергали его различным дисциплинарным взысканиям, физическим нападкам и часто оставляли его без присмотра дома или на улице.  В юности Элвин увлекся музыкой и пением. Будучи талантливым музыкантом, начиная с конца 1960-х Тейлор пытался построить карьеру музыканта. В разные годы  Элвин Тейлор являлся солистом в нескольких малоизвестных коллективах, с которыми выступал в клубах по всему Северо-Востоку США, однако из-за проблем со здоровьем его музыкальная карьера сложилась неудачно. В середине 1970-х Тейлор начал демонстрировать признаки психического расстройства. Проблемы со здоровьем  вынудили его обратиться в больницу, где на основании результатов медицинского освидетельствования у него были диагностированы признаки шизофрении, благодаря чему начиная с конца 1970-х и по март 1987-го года - он периодически проходил лечение в различных психиатрических клиниках. В 1980 году Элвин Тейлор был осужден по обвинению в хранении наркотиков на территории округа Тейлор. Начиная с начала 1980-х, он зарабатывал на жизнь в качестве певца в ночных клубах расположенных на территории штата Висконсин и Миннесота. В этот период его психическое здоровье резко ухудшилось. Друзья и знакомые характеризовали его как религиозного фанатика и сторонника пацифизма, который к концу 1980-х практически перестал  проявлять интерес к известным ему и принятым в обществе ценностям, предпочитая мир своих фантазий.

## Серия убийств
Первой жертвой Элвина Тейлора - стал 38-летний Роберт Уильямс, которого Тейлор застрелил предположительно 15 июля 1985 года.  Он похоронил Уильямса во дворе своего дома на территории города Спринг Брук, расположенного в южной части округа Данн, где Элвин снимал жилье в период с июня по октябрь 1985 года. Останки Уильямса были найдены и эксгумированы лишь спустя два года - 8 апреля 1987 года после того, как Тейлор поведал сотрудникам правоохранительных органов о совершении этого убийства.
21 мая 1986 года Тейлор зарезал 42-летнего Джеймса Северсона на территории округа О-Клэр в его квартире. Как и в случае с другими жертвами - Тейлор был знаком с Северсоном. Некоторое время они проживали по соседству в одном и том же многоквартирном доме. Тейлор заявил на допросе, что во время нападения нанес Северсону удар ножом в область шеи, однако при ударе лезвие ножа сломалось, после чего Северсон оказал ему ожесточенное сопротивление и они оба провели лежа на полу квартиры несколько минут, пытаясь одолеть друг друга в борьбе. В ходе борьбы Тейлору с помощью удушающего захвата удалось лишить Джеймса Северсона сознания, после чего он взял с кухни кухонный нож и хладнокровно нанес Северсону еще несколько ножевых ранений, от последствий которых тот скончался.
28 марта 1987 года Тейлор застрелил 27-летнего Тимоти Хейдена в его доме на территории города Меномини. Он познакомился с ним осенью 1986 года на территории округа О-Клэр, где  Тейлор участвовал в мюзикле под названием «Peace Child», посвященном улучшению политических отношений между Соединенными Штатами и Советским Союзом. Во время работы над созданием мюзикла, Тейлор и Хейден проживали вместе в съемной квартире в период с октября по ноябрь 1986 года.  По результатам патологоанатомической судебно-медицинской экспертизы было установлено, что Роберт Уильямс был застрелен выстрелом в голову из пистолета 22-го или 32-го калибра. В ходе расследования полиция на основании показаний свидетелей установила, что в тот период Элвин Тейлор владел револьвером похожего калибра темного цвета, который он продал мужчине в конце марта 1987 года, через несколько дней после совершения убийства Тимоти Хейдена. К маю 1987 года Тейлору были предъявлены обвинения в совершении убийств Уильямса, Северсона и Тимоти Хейдена.
Порсле ареста Элвин Тейлор неожиданно признался в том, что еще одной его жертвой является 33-летний Дэниел Лундгрен, уроженец штата Миннесота, который был застрелен им 30 ноября 1986 года на территории округа Вашингтон. Тейлор был знаком с Лундгреном и некоторое время проживал в отеле под названием «West Bend motel», где Лундгрен работал. Первоначально считалось, что Лундгрен погиб от травм, полученных в ходе ДТП, так как его автомобиль вместе с ним был обнаружен столкнувшимся с бетонными откосными стенками водопропускной трубы под одним из местных шоссе. Лундгрен после обнаружения и оказания первой медицинской помощи был доставлен в больницу, где умер спустя 30 часов. После получения показаний Тейлора, 23 июня 1987 года останки Дэниела Лундгрена были эксгумированы и отправлены на судебно-медицинскую экспертизу, по результатам которой было установлено, что смерть Лундгрена в действительности была вызвана тремя огнестрельными ранениями в голову из пистолета 38 калибра, следы которых по неустановленным причинам не были обнаружены сотрудниками больницы, которые боролись за его спасение. На основании этих доказательств, в начале июля 1987 года Элвину Тейлору было предъявлено четвертое по счету обвинение в совершении убийства.
Помимо известных следствию убийств, Тейлор поведал им о покушении на убийство, которое он совершил в декабре 1986 года в отношении Пола Цвига, на которого он совершил нападение в округе Вашинтон, в ходе которого нанес ему несколько ударов молотком и отверткой. Пол Цвиг был впоследствии найден и в ходе разговора со следователями подтвердил показания Тейлора. Цвиг поведал правоохранительным органам о том, что не стал обращаться в полицию после покушения, так как на тот момент служил в Военно-морских силах США и через несколько дней был вынужден покинуть территорию штата Висконсин.

## Арест
Элвин Тейлор был арестован 3 апреля 1987 года на похоронах Тимоти Хейдена. Во время расследования убийства Хейдена, следователи обнаружили в его доме ряд улик, изобличающих Тейлора в совершении его убийства. После ареста Тейлор был помещен в окружную тюрьму округа Данн «Dunn County Jail», где залог на сумму 750 000 долларов был изьран ему в качестве меры пресечения избрании залога в качестве меры пресечения ему была назначена мера пресечения в виде залога на сумму в 750 000 долларов США.  После ареста он полностью признал свою вину в совершении 4 убийств, однако его вменяемость во время допросов стала подвергаться сомнению. Страдая от ипохондрии и клинического бреда, Тейлор совершил убийства, получив приказ с помощью голосов неустановленного происхождения, которых не мог его ослушаться, так как по его собственным словам - он являлся посланником Бога на земле. Тейлор выразил сожаление в содеянном и заявил, что с готовностью готов понести уголовное наказание.

## Суд
Судебный процесс по обвинению Тейлора в совершении убийств Тимоти Хейдена  Роберта Уильямса открылся на территории округа Данн в начале 1989 года. Адвокат Элвина Тейлора - Джон Кучински на одном из первых судебных заседаний подал ходатайство о проведении судебно-психиатрического освидетельствования, которое было удовлетворено. По результатам освидетельствования, у Тейлора была диагностирована параноидная шизофрения и он был признан невменяемым.
2 июня 1989 года на основании результатов судебно-психиатрического освидетельствования, суд освободил Элвина Тейлора от уголовной ответственности и назначил ему принудительные меры медицинского характера в психиатрической клинике «Mendota Mental Health Institute», расположенной в городе Мэдисон (штат Висконсин). Адвокат Тейлора - Джон Кучински после окончания судебного процесса заявил СМИ о том, что его подопечный страдает тяжелым психическим заболеванием и коммуникация с ним во время судебного процесса была невозможна. Кучински отметил, что в своей юридической практике не имел подобных прецедентов.

## Дальнейшая судьба
Проведя в психиатрической клинике более 17 лет, в 2005 году Элвин Тейлор обратился в суд округа Данн с просьбой освободить его от прохождения дальнейшего курса лечения и выпустить на свободу, но ему было отказано. В 2010-м году Тейлор предпринял вторую попытку выйти на свободу, которая также оказалась безуспешной. В феврале 2013 года, проведя в психиатрической клинике почти 24 года, Тейлор снова обратился в суд округа Данн с просьбой освободить его от дальнейших медицинских мер принудительного характера. Адвокат Тейлора утверждал, что он больше не представляет опасности для общества, а курс лечения дал необходимые результаты, так как в течение всех 24 лет нахождения Тейлора в медицинском учреждении - он ни разу демонстрировал агрессивное поведение по отношению к кому бы то ни было, однако администрация психиатрической клиники выразила протест против его освобождения, заявив Тейлор относится к социально-опасным пациентам клиники и за 24 года не был переведен на облегченные условия содержания. Ряд сотрудников персонала клиники на судебном заявили, что психическое состояние Элвина Тейлора нестабильно и он имеет склонность к совершению побега, так как неоднократно был замечен в проверке дверей на предмет доступа к соседним помещениям и корпусам клиники, вследствие чего просьба Тейлора в третий раз была отклонена.
Осенью 2015 года 68-летний Тейлор был обследован специальной врачебной комиссией, которая определила состояние его психического здоровья. Комиссия постановила, что  психическое здоровье Тейлора заметно улучшилось, после чего он подал ходатайство об освобождении в суд округа Вашингтон. В случае одобрения его ходатайства, Тейлору согласно стратегии его судебного преследования необходимо было последовательно получить одобрение судов округов Данн и О-Клэр, но в сентябре 2016 года суд округа Вашингтон отказал в удовлетворении его ходатайства и он остался в психиатрической клинике продолжать проходить назначенный ему курс лечения.
В марте 2022 года 75-летний Элвин Тейлор планировал снова подать ходатайство об освобождении, но был вынужден отказаться от своих планов после того, как специальная врачебная комиссия в результате обследования вынесла заключение о том, что состояние его психического здоровья в связи с его пожилым возрастом ухудшилось и ему следует продолжить проходить назначенный курс лечения в стенах психиатрической клиники.